# Olga Lounová
Olga Lounová roz. Pytlounová (* 7. března 1981 Liberec) je česká zpěvačka, skladatelka, herečka, závodnice rallye.

## Život a kariéra
Dětství strávila v Osečné (Lázně Kundratice), kde dodnes žije velká část její rodiny. Po úspěšném zakončení studia na Pedagogické fakultě univerzity v Liberci získala absolutorium na Konzervatoři Jaroslava Ježka v Praze (obor muzikál – zpěv, herectví, tanec).
Od roku 1998 je obsazována jako herečka do seriálů a filmu. Hrála Patricii v seriálu Ošklivka Katka, objevila se také v seriálu Vyprávěj.
Mezi její dosud největší hity patří Láska v housce s Xindlem X a autorské skladby K výškám a Brány svaté. Začátkem roku 2011 vydala svou první studiovou desku Rotující nebe a podepsala smlouvu se světovým vydavatelstvím Universal Music. V roce 2010 byla dvakrát nominována na Hudební cenu Óčka za skladbu Láska v housce (sólista a videoklip). Za svou kariéru se aktivně účastní i různých charitativních akcí. Od roku 2011 je patronkou Nadačního fondu UNICEF.
Ke konci roku 2012 vydala videoklip Dál za obzor, skladbu kterou napsala pro sebe a Karla Gotta. Videoklip se natáčel v historických prostorách pražského Klementina a v Lucerně v Praze. Skladba vznikla také v němčině jako Du hast die Wahl.
Během roku 2003 strávila čtyři měsíce na jazykovém pobytu v New Yorku, kde také vystupovala s místní latinskoamerickou skupinou. Pracuje střídavě v ČR a v Los Angeles na nové studiové desce.
V srpnu roku 2022 oznámila prostřednictvím videoklipu k písničce Patříme k sobě, že je těhotná. V listopadu 2022 porodila holčičku Arianne.

## Sportovní aktivity
Je aktivní v mnoha sportovních činnostech. Na vlastních show Rotující nebe a Optický klam ukázala své akrobatické umění, které dlouho předtím trénovala – závěsnou akrobacii na šálách a hrazdě. Věnuje se pole dance.
V letech 2011 a 2012 jezdila s týmem JT Říha Group Rally Team na Renaultu Clio Sport. V roce 2013 za tým JT Rocksteel Rally Team a opět na Renaultu Clio Sport. V sezóně 2014 MČR v rally sprintech jezdí s Mitsubishi Lancer Evo IX.
Thajský box trénuje 3× týdně u Petra Zelinky a tento sport považuje za nejlepší komplexní cvičení. Pravidelně také navštěvuje kurzy potápění na nádech – freediving. V roce 2013 založila skupinu Výzva pro holky, kde se snaží motivovat ženy ke cvičení a pravidelně přispívá novými videi a trendy z fitness světa.
Již několik měsíců se věnuje sportovnímu a mentálnímu koučinku. Prochází speciálním školením pro mentální trénink především sportovců a lidí v zátěži.
V roce 2013 se potápěla v JAR se žraloky.

## Kapely
Modré houpačky byly její první kapelou, která natočila a vydala vlastním nákladem CD Synkopy s griliášem. Od roku 2001 byla frontmankou rockové kapely Calathea, se kterou vystupovala také na festivalech v Chorvatsku a Německu, nebo v Polsku jako předskokanka Maryly Rodowicz. V roce 2008 založila společně s Marcusem Tranem skupinu Blind Angie, se kterou předskakovala kapele Panik (dříve Nevada Tan). Hraje na klavír, kytaru a flétnu. Skládá hudbu i texty. V roce 2010 nazpívala píseň Láska v housce se zpěvákem Xindlem X.
V roce 2010 zakládá na základě castingu kapelu (Lukáš Bundil (kytara), Olga Lounová (zpěvačka), Jirka Veselý (bicí), Jakub Rolník (basa), Petr Šťastný (kytara), se kterou vystupuje a zpívá dodnes. V roce 2011 předvedla poprvé svou show Rotující nebe.
V roce 2012 objela 3 největší města v ČR a předvedla svou náročnou show Optický klam, kde je za zpěvu zavěšena na šálách, předvádějíc akrobatické kousky. Vždy za to sklidila velký potlesk diváků vestoje.

## Rallye
Od roku 2010, kdy si zahrála ve filmu z prostředí rallye Tacho, se objevuje jako navigátorka nebo řidička především při závodech v rámci MČR Sprintrally.
- 2012 Jezdila jako navigátor s Jaromírem Tomaštíkem v Subaru Impreza WRC
- 2012 premiérová jízda Rally Slušovice, kdy seděla za volantem jako pilot – Renault Clio Sport; ve své třídě 5 dojela na 3. místě
- 2012 Rally Kopná, rally Vrchovina, Rally Lužické hory, Rally Krkonoše, rally Kostelec n. Orlicí, Rally Agropa, Barum rally, rally Jeseníky, rally Vsetín, Wallašská rallyshow
- 2012 získává 1. místo v dámském poháru a 3. místo ve třídě, na posledním závodu sezóny v rámci MČR ve sprintu Rally VSETÍN.
- 2013 Rally Vrchovina, Rally Lužické hory, Rally Krkonoše, Rally Kostelec n. Orlicí, Rally Agropa, Rally Bohemia, Rally Jeseníky, Rally Vsetín, Valašská rally, Pražská sprintrally
- 2014 s novým autem Mitsubishi Lacer EVO 9 první závod Valašská rally, Rally Kopná, Rallyshow Hradec Králové
- Mezi její úspěchy patří 3. místo ve třídě na Rally Bohemia 2013 a 2. místo v dámském poháru. 4. místo ve třídě na Barum rally. V MČR sprintrally dojíždí pravidelně v dámském poháru na 2. místě.

## Podpora lidských práv
V pražském Kostele sv. Anny vystoupila 6. října 2014 na koncertě s názvem „Svědomí nelze koupit“ pořádaném na podporu lidí nespravedlivě stíhaných čínským totalitním režimem, zejména následovníků Fa-lun-kungu a advokáta Kao Č'-šenga. Na akci vystoupila společně s Martou Kubišovou, Jitkou Hosprovou, Janem Potměšilem, Janem Budařem a dalšími umělci.

## Diskografie
- Rotující nebe (2011) s 12 skladbami, kde pilotními singly byly skladby „K Výškám“, „Láska v housce“, „Gynekolog amatér“.
- Optický klam (2013) s 9 skladbami a 47minutovým videozáznamem z koncertního turné, s pilotními singly „Brány svaté“, „Až budu starou ženou“
- Chuť svobody (2016) s 11 skladbami, kde pilotním singlem byla píseň „Jsem optimista“
- Hudba a já (2018) s 12 skladbami, s anglicky zpívanými písněmi „Time to shine“ a „You and my coffee“

### Hudební klipy
- K výškám
- Osoba blízká
- Gynekolog amatér
- Láska v housce
- Niť beznaděje
- Padám – live
- Dál za obzor
- Du hast die wahl
- Brány
- Zaklínadlo
- Znáš ten pocit
- Vím, že ty víš
- Life is a party
- Až budu starou ženou
- Paradise
- Jsem optimista
- When The Music's On
- Time to shine
- Napůl feat. Elis Mraz
- Protože to nevzdám

## Divadlo a muzikály
- Malováno na skle (režie Ján Ďurovčík), Divadlo F. X. Šaldy v Liberci
- Lewron Orchestra – Olza, hlavní role v projektu
- Carmen v autorském projektu souboru Pap Carmen v Divadle Na Blízku (2006)
- Golem, role Mariany, druhá hlavní ženská role v muzikálu Karla Svobody v režii Filipa Renče v Divadle Hybernia
- Dobře placená procházka, představení Národního divadla autorů Jiřího Suchého a Jiřího Šlitra pod taktovkou Libora Peška v režii Miloše Formana
- Dracula, muzikál Karla Svobody v Divadle Hybernia, účinkovala do konce roku 2009
- Kat Mydlář (2011–2013)
- Dokonalá svatba (2013)
- Mamma Mia (2014)
- Angelika (2016)

## Filmografie

### Televizní seriály
- 1998 – Ranč U Zelené sedmy (Česká televize)
- 2008 – Ošklivka Katka (Prima TV)
- 2009–2013 – Vyprávěj (Česká televize)
- 2005–2012 – Ulice (TV Nova)
- 2012 – Obchoďák

### Film
- 2004 – Román pro ženy, režie Filip Renč
- 2009 – Riper, Blade II, Triple X (epizodní role)
- 2010 – Tacho, režie Mirjam Müller Landa
- 2012 – Amputace
- 2011 – Rotující nebe show (dokument)
- 2021 – Gump – pes, který naučil lidi žít
- 2024 – Gump – jsme dvojka